# خوسيه رودريغيز (لاعب كرة قدم)
خوسيه رودريغيز (23 فبراير 1894 بهافانا في كوبا - 21 يناير 1953) هو لاعب كرة قاعدة ولاعب كرة قدم كوبي في مركز قاعدي ثاني ‏. لعب مع سان فرانسيسكو جاينتس.

## وصلات خارجية
- خوسيه رودريغيز على موقعبيزبول رفرنس.كوم (الدوري الرئيسي) (الإنجليزية)
- خوسيه رودريغيز على موقعبيزبول رفرنس.كوم (الدوري الثانوي) (الإنجليزية)